# Binhai (socken i Kina, Shandong, lat 37,90, long 118,19)
Binhai (kinesiska: 滨海乡, 滨海) är en socken i Kina. Den ligger i provinsen Shandong, i den östra delen av landet, omkring 170 kilometer nordost om provinshuvudstaden Jinan.
Genomsnittlig årsnederbörd är 656 millimeter. Den regnigaste månaden är juli, med i genomsnitt 268 mm nederbörd, och den torraste är mars, med 5 mm nederbörd.